# Bedtime Stories (album de Madonna)
Pour les articles homonymes, voir Bedtime Stories.
Albums de Madonna
Erotica
(1992) Something to Remember
(1995)
Singles
1. Secret
Sortie : octobre 1994
2. Take a Bow
Sortie : 6 décembre 1994
3. Bedtime Story
Sortie : 13 février 1995
4. Human Nature
Sortie : 6 juin 1995

Bedtime stories est le sixième album studio de Madonna, sorti en octobre 1994.
Il marque un tournant dans la discographie de la star internationale. En effet, Madonna ne joue plus avec la musique dance teintée de provocation et privilégie les ambiances et les rythmes nouveaux, chaleureux et sensuels sans pour autant sombrer dans la vulgarité outrancière de l'album Erotica (1992). Face à l'échec commercial et critique de celui-ci, Madonna change de direction et adopte un style plus léger, plus discret. Elle collabore avec quatre producteurs célèbres Dallas Austin, Dave Hall, Nellee Hooper et Babyface ainsi qu'avec Björk sur le titre Bedtime story.
Il n'empêche que Madonna ne renie pas son passé sulfureux, bien au contraire, d'où le titre Human nature ("I'm not sorry, it's human nature, [...] Oops I didn't know  I couldn't talk about sex"). Le succès de Bedtime Stories n'est pas le même que celui des albums des années 1980 comme True Blue ou Like a Prayer mais il est un véritable succès critique et dépasse les 6 millions d'exemplaires. Par ailleurs, le single Take a bow reste classé no 1 aux États-Unis pendant 7 semaines et devient un des plus gros tubes de la popstar dans ce pays.

## Liste des titres
| No  | Titre                    | Auteur                                                              | Producteur(s)          | Durée |
| --- | ------------------------ | ------------------------------------------------------------------- | ---------------------- | ----- |
| 1.  | Survival                 | Madonna, Dallas Austin                                              | Madonna, Nellee Hooper | 3:31  |
| 2.  | Secret                   | Madonna, Dallas Austin                                              | Madonna, Dallas Austin | 5:03  |
| 3.  | I'd Rather Be Your Lover | Madonna, Dave Hall, Isley Brothers, Christopher Jasper              | Madonna, Dave Hall     | 4:39  |
| 4.  | Don't Stop               | Madonna, Dallas Austin, Colin Wolfe                                 | Madonna, Dallas Austin | 4:38  |
| 5.  | Inside of Me             | Madonna, Dave Hall, Nellee Hooper                                   | Madonna, Nellee Hooper | 4:11  |
| 6.  | Human Nature             | Madonna, Dave Hall, Shawn McKenzie, Kevin McKenzie, Michael Deering | Madonna, Dave Hall     | 4:54  |
| 7.  | Forbidden Love           | Madonna, Babyface                                                   | Madonna, Nellee Hooper | 4:08  |
| 8.  | Love Tried to Welcome Me | Madonna, Dave Hall                                                  | Madonna, Dave Hall     | 5:21  |
| 9.  | Sanctuary                | Madonna, Dallas Austin, Anne Preven, Scott Cutler, Herbie Hancock   | Madonna, Dallas Austin | 5:02  |
| 10. | Bedtime Story            | Hooper, Björk, Marius de Vries                                      | Madonna, Nellee Hooper | 4:53  |
| 11. | Take a Bow               | Madonna, Babyface                                                   | Madonna, Babyface      | 5:21  |

## Autour de l'album
- Un sample de la chanson Back and Forth de Aaliyah sortie la même année a été utilisé pour le titre Inside of Me.
- Des chansons n'ont pas été retenues pour l'album : Let Down Your Guard servira de face B du single Secret, le titre Freedom sortira en 1997 sur l'album caritatif Carnival (au profit de la Rainforest Foundation) et la chanson Your Honesty apparaitra sur la compilation Remixed & Revisited en 2003.
- L'album contient également des samples issus des titres de The Gap Band, Watermelon Man et Main Source.
- Le titre Forbidden Love figure également sur l'album Confessions on a Dance Floor (2005) mais il s'agit d'une chanson totalement différente.
- La chanson I'd Rather Be Your Lover a d'abord été enregistrée avec 2pac. Madonna a eu une liaison avec le rappeur, mais il a décidé d'y mettre un terme parce que ses amis n'acceptaient pas qu'ils se fréquentent. 2pac a déclaré regretter cette décision, la chanteuse l'ayant beaucoup soutenu lors de son emprisonnement.

## Classement et ventes

### Classements
| Pays             | Classement           | Meilleure position | Nombre de semaines | Première entrée  | Réf    |
| ---------------- | -------------------- | ------------------ | ------------------ | ---------------- | ------ |
| Allemagne        | Media Control Charts | 37                 | 4                  | 07 novembre 1994 | [ 2 ]  |
| Australie        | ARIA Charts          | 1                  | 30                 | 06 novembre 1994 | [ 3 ]  |
| Autriche         | Ö3 Austria Top 40    | 7                  | 20                 | 06 novembre 1994 | [ 4 ]  |
| Belgique (FR)    | Ultratop             | 29                 | 2                  | 08 avril 1995    | [ 5 ]  |
| États-Unis       | Billboard 200        | 3                  | 48                 | 12 novembre 1994 | [ 6 ]  |
| Japon            | Oricon               | 9                  | 16                 | ?                | [ 7 ]  |
| Nouvelle-Zélande | RIANZ                | 5                  | 9                  | 20 novembre 1994 | [ 8 ]  |
| Pays-Bas         | Dutch Top 40         | 13                 | 29                 | 05 novembre 1994 | [ 9 ]  |
| Royaume-Uni      | UK Albums Chart      | 2                  | 27                 | 05 novembre 1994 | [ 10 ] |
| Suède            | Sverigetopplistan    | 5                  | 18                 | 28 octobre 1994  | [ 11 ] |
| Suisse           | Swiss Music Charts   | 7                  | 29                 | 30 octobre 1994  | [ 12 ] |

### Certifications
| Pays              | Certification | Ventes certifiées |
| ----------------- | ------------- | ----------------- |
| États-Unis (RIAA) | 3 × Platine   | 3 000 000         |
| France (SNEP)     | 2 × Or        | 200 000           |

### Ventes d'albums
Estimations 6 000 000
- États-Unis : 3 000 000
- Canada : 250 000
- Brésil : 250 000
- Mexique : 100 000
- Australie : 140 000
- Japon : 400 000
- Singapour : 60 000
- Afrique du Sud : 50 000
- Union européenne : 2 500 000
  -  France : 200 000
  -  Allemagne : 300 000
  -  Royaume-Uni : 600 000
  -  Italie : 250 000
  -  Suisse : 25 000
  -  Pologne : 105 000
  -  Espagne : 100 000
  -  Autriche : 20 000

### Ventes de singles
[réf. souhaitée]
Total 5 200 000
- Secret - 1 900 000
- Take A Bow - 1 500 000
- Bedtime Story - 1 000 000
- Human Nature - 800 000